# 西港站
西港站（英語：Westport station）是巴爾的摩輕軌的車站之一，得名於鄰近的社區。本站位於帕塔普斯科河西岸，史密斯灣（Smith Cove）的北邊。
本站目前無免費公共停車場。
本站可轉乘馬里蘭交通管理局27與51號線巴士。

## 外部連結
- Schedules
- Kent Street entrance from Google Maps Street View